# 国民防衛隊 (イラク)
国民防衛隊（こくみんぼうえいたい、アラビア語: الحرس القومي、ラテン翻字: al-Ḥaras al-qawmī）は、1963年に存在したイラクの民兵組織。バアス党の指導下にあった。

## 歴史
1961年、未だ非合法のバアス党イラク地域指導部の指導幹部にアリー・サーリフ・アッ＝サアディーがつくと、のちに国民防衛隊の中核を担うこととなる「警戒委員会」が組織された。1963年2月8日に発生したバアス党の主導するクーデター、ラマダーン月14日革命の際、バアス党民兵は準備されていた国民防衛隊の緑の腕章をつけて蜂起した。ラジオ局を臨時本部とした革命指導国家評議会のコミュニケ第3号において国民防衛隊の設立が宣言され、コミュニケ第4号においてアブドゥルカリーム・ムスタファー・ナスラト大佐が国民防衛隊司令官に任命された。
アブドルカリーム・カーシム政権の打倒後、国民防衛隊はイラク共産党などへの弾圧に用いられた。国民防衛隊司令官は、数週間後にムンズィル・アル＝ウィンダーウィー大佐へ交代した。共産党とその支持者への攻撃はクーデター直後の数週間が最も激しかったものの、1963年を通じて仮借なく行われ推定3000人の犠牲者を出したといわれている。国民防衛隊は、30000人を超える隊員を抱え、バアス党指導部にのみ責任を負う武装組織へ急速に成長した。国民防衛隊による暴行は多くの共産党と無関係の市民にも被害をもたらし、バアス党幹部の中にも事態を憂慮して国民防衛隊を単なる政治宣伝を担う組織へ転換しようと試みる動きもあったが、すでに遅かった。事実上国民防衛隊を指導する立場にあったアッ＝サアディー自身、後には共産党との和解を目指したものの失敗した。共産主義者への血の報復はイラク国民に嫌悪され、ソ連との関係悪化も招いた。ソ連との関係悪化は経済援助の減少や武器の供給停止につながり、クルド人の蜂起に対処できずバアス党政権を弱体化させる要因になった。
同年11月11日、バアス党急進派幹部のアッ＝サアディー副首相らが拘束され、スペインへ追放されたが、これに反発した急進派は13日、シリアのダマスクスからバアス党民族指導部のミシェル・アフラク書記長らを招聘し、党内穏健派幹部を逆に追放した。
こうしたバアス党の内紛を見た国軍内のナセル主義者は、18日、アブドッサラーム・アーリフ大統領を擁してクーデターを決行した（1963年11月イラククーデター）。この時に口実の一つとされたのが「イラク国民を殺人鬼国民防衛隊の暴虐から解放」することであった。これにより、国民防衛隊は追放され、第一次バアス党政権は崩壊した。

## 参考資料
- 浦野起央『資料体系アジア・アフリカ国際関係政治社会史』 3巻、2号、パピルス出版、1980年。
- 田村秀治「アラブ復興社会党(バアス党)の歩み」『外務省調査月報』第8巻、第10号、外務省第一国際情報官室、711-745頁、1967年。
- 「バース党」『アジア・アフリカ講座』 4巻《A・A研究のために》、勁草書房、1966年、124-126頁。
- Sorby, Karol R. (2008), “THE 14th RAMADAN COUP IN IRAQ”, Asian and African studies (Institute of Oriental Studies, Slovak Academy of Sciences) 17 (2):  155-178
- Sorby, Karol R. (2009), “IRAQ 1963: THE SHORT RULE OF THE BA‛TH”, Asian and African studies (Institute of Oriental Studies, Slovak Academy of Sciences) 18 (1):  16-39